# Autobahnbaustelle

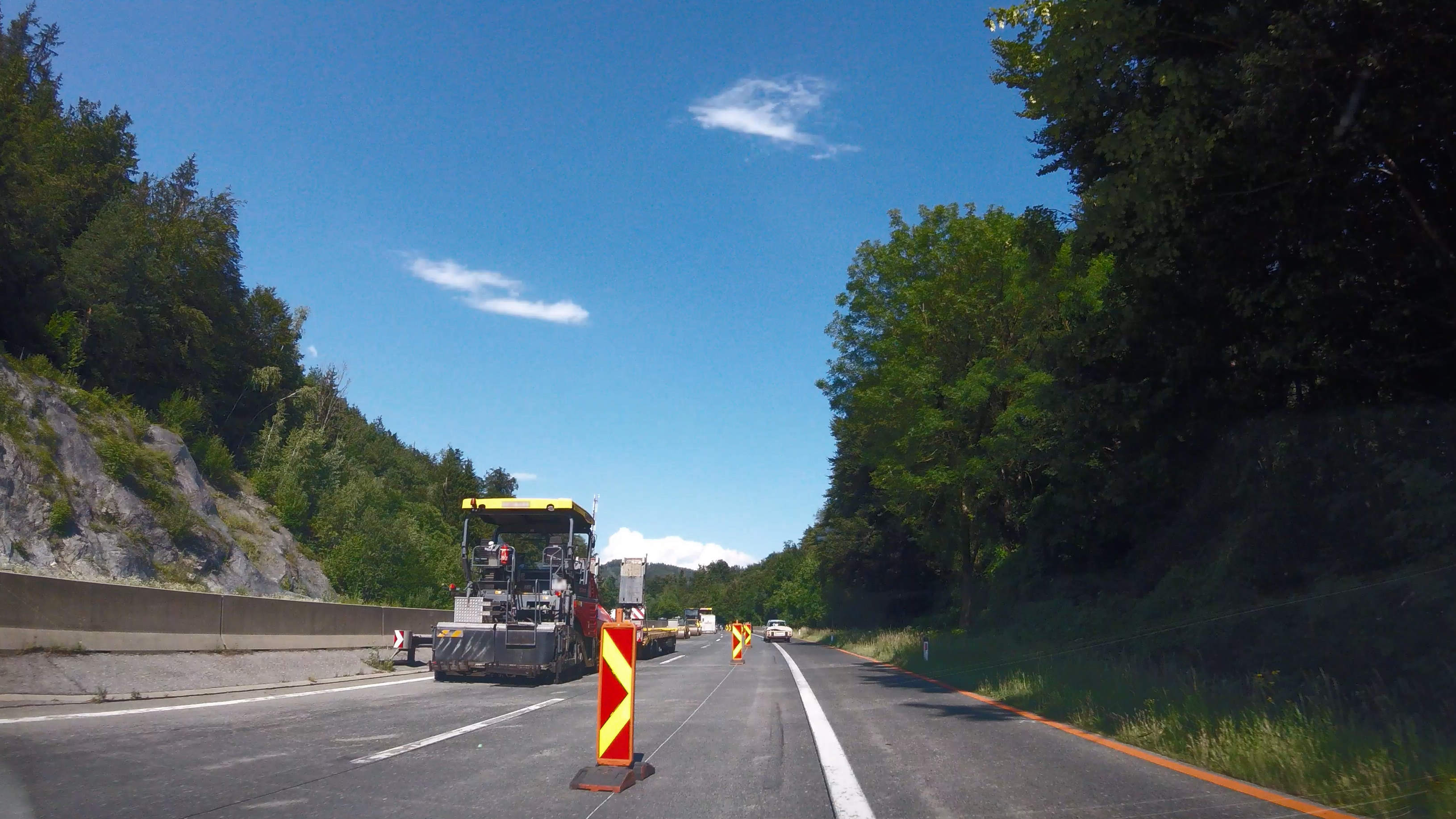
Eine Autobahnbaustelle auf der österreichischen A2.

Eine Autobahnbaustelle ist eine Baustelle auf einer Autobahn. Sie wird oft als Dauerbaustelle geführt. Für Autobahnbaustellen gelten gegenüber allgemeinen Baustellen besondere bau-  und verkehrsrechtliche Vorschriften.

## Ausschreibungs- und Vergabeverfahren
Autobahnbaustellen müssen öffentlich ausgeschrieben werden. Sie sind im Bundesverkehrswegeplan geführt.

## Baustelleneinrichtungsphase
Vor einer Baustelle mit ausreichender retroreflektiernder Beschilderung gemäß § 40 STVo (Verkehrszeichen 123 und 120 / 121) muss ein sogenannter Geschwindigkeitstrichter den Verkehr herunterbremsen, falls eine Fahrspur pro Fahrtrichtung wegfällt. Ansonsten reicht eine allgemeine Geschwindigkeitsbegrenzung und ein Überholverbot für den Schwerverkehr.
Bei Großbaustellen müssen verkürzte Ein- und Ausfahrten eingerichtet werden, wenn eine Verschwenkungsfahrbahn vorgesehen ist. Bei einer verkürzten Einfahrt wird die Vorfahrt durch Verkehrszeichen geregelt und die Einfädelungsstreifen fällt weg. Auch eine sogenannte Behelfsanschlussstelle kann vorliegen. Erhöhte Gefahr von Verkehrsunfällen ist somit gegeben.
Die Länge der Autobahnbaustelle muss zwingend angegeben werden, ebenso der Baulastträger. Oft wird auch die Art der Baustelle (Fahrbahnsanierung oder dergleichen) angegeben am Beginn der Baustelle.
Der Baulastträger kann seinerseits Subunternehmen einsetzen, die er mit der Bauausführung beauftragt.

## Bauausführung
Die Bauausführung ist in mehrere Bauabschnitte zu unterteilen und wird von den beauftragten Unternehmen eigenständig in einem bestimmten Zeitfenster ausgeführt.
Es ist den Unternehmen zu überlassen, zu welchem Zeitpunkt welche Arbeiten ausgeführt werden. Ausnahme ist gegeben, wenn eine weitere Fahrbahnsperrung oder ein wichtiges Ereignis ansteht.

## Bauabnahme
Es ist eine ordnungsgemäße Bauabnahme durchzuführen.

## Normen und Standards
Deutschland
- Richtlinien für die Sicherung von Arbeitsstellen an Straßen (RSA)

Österreich
- RVS 05.05.40 ff. – Baustellenabsicherung

Schweiz
- SN 640 885c – Signalisation von Baustellen auf Autobahnen und Autostrassen
- SN 640 886 – Temporäre Signalisation auf Haupt- und Nebenstrassen
- SN 640 886p – Temporäre Signalisation auf Haupt- und Nebenstrassen

## Verhalten in Autobahnbaustellen
Eine Defensive Fahrweise und Vorausschauendes Fahren sind indiziert. Die plötzliche Enge und die Änderung von Fahrspuren verlangen ganze Aufmerksamkeit. Zusätzlich entschärft es die Gefahr, versetzt zum Schwerverkehr auf der rechten Spur zu fahren und nicht zu überholen. Wesentliche Forderungen richtet die AXA Versicherung an die Verbesserung der Infrastruktur: Anpralldämpfer an Signalwänden können nachweislich das Leben von Bauarbeitern und Autofahrern retten, der konsequente Einsatz von Rüttelstreifen warnt unaufmerksame Fahrer frühzeitig vor einer Baustelle, der Gegenverkehr muss durch Betonelemente oder vergleichbare Leitplanken abgetrennt werden und die provisorischen Fahrbahnmarkierungen müssen regelmäßig überprüft werden.
Bei Anzeichen von einem Verkehrsstau ist umgehend eine Rettungsgasse zu bilden.